# Keisuke Harada
Keisuke Harada (født 11. juni 1988) er en tidligere japansk fodboldspiller.
Han har spillet for flere forskellige klubber i sin karriere, herunder Vegalta Sendai, Tochigi SC og FC Machida Zelvia.